# Diócesis de Irecê
La diócesis de Irecê (en latín: Dioecesis Irecen(sis) y en portugués: Diocese de Irecê) es una circunscripción eclesiástica latina de la Iglesia católica en Brasil, sufragánea de la arquidiócesis de Feira de Santana. La diócesis tiene al obispo Tommaso Cascianelli, C.P. como su ordinario desde el 5 de julio de 2000. 

## Territorio y organización
La diócesis tiene 24 065 km² y extiende su jurisdicción sobre los fieles católicos de rito latino residentes en 22 municipios del estado de Bahía: Irecê, América Dourada, Barra do Mendes, Barro Alto, Cafarnaum, Canarana, Central, Ibipeba, Ibititá, Iraquara, João Dourado, Jussara, Lapão, Lençóis, Morro do Chapéu, Mulungu do Morro, Palmeiras, Presidente Dutra, São Gabriel, Seabra, Souto Soares y Uibaí.
La sede de la diócesis se encuentra en la ciudad de Irecê, en donde se halla la Catedral del Buen Pastor.
En 2019 en la diócesis existían 28 parroquias.

## Historia
La diócesis fue erigida el 28 de abril de 1979 con la bula Qui in Beati Petri del papa Juan Pablo II, obteniendo el territorio de las diócesis de Barra y Ruy Barbosa.
Originalmente sufragánea de la arquidiócesis de San Salvador de Bahía, el 16 de enero de 2002 pasó a formar parte de la provincia eclesiástica de la arquidiócesis de Feira de Santana.

## Estadísticas
De acuerdo al Anuario Pontificio 2020 la diócesis tenía a fines de 2019 un total de 614 400 fieles bautizados.
| Año                                                                             | Población            | Población | Población      | Sacerdotes | Sacerdotes    | Sacerdotes    | Bautizados por sacerdote | Diáconos permanentes | Religiosos | Religiosos | Parroquias |
| Año                                                                             | Bautizados católicos | Total     | % de católicos | Total      | Clero secular | Clero regular | Bautizados por sacerdote | Diáconos permanentes | Varones    | Mujeres    | Parroquias |
| ------------------------------------------------------------------------------- | -------------------- | --------- | -------------- | ---------- | ------------- | ------------- | ------------------------ | -------------------- | ---------- | ---------- | ---------- |
| 1979                                                                            | ?                    | 297 628   | ?              | 8          | 3             | 5             | ?                        |                      |            | 12         | 5          |
| 1990                                                                            | 337 000              | 408 000   | 82.6           | 9          | 5             | 4             | 37 444                   |                      | 4          | 28         | 14         |
| 1999                                                                            | 448 000              | 486 000   | 92.2           | 17         | 12            | 5             | 26 352                   |                      | 5          | 27         | 15         |
| 2000                                                                            | 448 000              | 486 000   | 92.2           | 17         | 12            | 5             | 26 352                   |                      | 5          | 27         | 15         |
| 2001                                                                            | 294 000              | 420 000   | 70.0           | 18         | 15            | 3             | 16 333                   |                      | 3          | 27         | 15         |
| 2002                                                                            | 278 850              | 429 000   | 65.0           | 14         | 11            | 3             | 19 917                   |                      | 3          | 27         | 16         |
| 2003                                                                            | 290 500              | 450 000   | 64.6           | 18         | 14            | 4             | 16 138                   |                      | 4          | 27         | 16         |
| 2004                                                                            | 295 000              | 470 000   | 62.8           | 18         | 14            | 4             | 16 388                   |                      | 4          | 27         | 16         |
| 2006                                                                            | 315 000              | 485 000   | 64.9           | 20         | 16            | 4             | 15 750                   |                      | 5          | 27         | 18         |
| 2013                                                                            | 344 000              | 532 000   | 64.7           | 29         | 26            | 3             | 11 862                   |                      | 4          | 16         | 25         |
| 2016                                                                            | 600 000              | 770 000   | 77.9           | 31         | 27            | 4             | 19 354                   |                      | 4          | 16         | 25         |
| 2019                                                                            | 614 400              | 788 500   | 77.9           | 33         | 29            | 4             | 18 618                   | 1                    | 4          | 21         | 28         |
| Fuente: Catholic-Hierarchy, que a su vez toma los datos del Anuario Pontificio. |                      |           |                |            |               |               |                          |                      |            |            |            |

## Episcopologio
- Homero Leite Meira † (24 de septiembre de 1980-13 de junio de 1983 renunció)
- Edgar Carício de Gouvêa † (13 de junio de 1983-2 de marzo de 1994 renunció)
- João Maria Messi, O.S.M. (22 de marzo de 1995-17 de noviembre de 1999 nombrado obispo de Barra do Piraí-Volta Redonda)
- Tommaso Cascianelli, C.P., desde el 5 de julio de 2000